# Казючиц Анна Юріївна
Ганна Юріївна Казючиць (біл. Ганна Юр'еўна Казючыц; нар. 10 червня 1983, Норильськ, СРСР) — білоруська акторка театру та кіно. 
Закінчила Вище театральне училище імені Б. В. Щукіна (2004).

## Життєпис
Народилася 10 червня 1983 року в Норильську. Батько — актор Юрій Миколайович Казючиць (1959—1993), мати — лікарка-терапевтка Надія Казючиць, молодша сестра Тетяна Казючиць (нар. 1986) — співачка, півфіналістка проєкту «Народний артист-2» на телеканалі «Россия-1» у 2004 році, й акторка, в 2009 році закінчила ВТУ ім. Щукіна.
Деякий час жила з батьками у Красноярську, потім із сім'єю переїхала до Мінська.
З 1996 по 2000 рік Ганна Казючиць грала в Мінську в Національному академічному драматичному театрі ім. М. Горького і в Театрі-студії кіноактора.
У 1999 році, у віці 16 років, вступила в Щукінське театральне училище, яке закінчила у 2004 році (керівник — Євген Князєв).
Після закінчення навчання живе і працює в Москві. Працює у Московському драматичному театрі Армена Джигарханяна.
Кінодебют Ганни Казючиць відбувся у 1998 році, у віці 15 років, тоді вона знялася у драмі Мінської кіностудії «Опік».

## Особисте життя
Під час навчання в Щукінському театральному училищі зустрічалася з однокурсником Володимиром Ягличем.
З 2001 року в Ганни Казючиць почалися стосунки з актором та режисером Єгором Грамматіковим, який був одружений. Цей зв'язок їм доводилося приховувати від публіки. У 2007 році Ганна народила від Грамматікова сина Іллю. Після смерті Ліки Добрянської, дружини Грамматікова, у 2014 році вони одружилися.

## Доробок

### У театрі
Національний академічний драматичний театр імені М. Горького
- Офелія — «Гамлет» Вільяма Шекспіра;
- Марі — «Лускунчик»;
- Танцююча русалка — «Раскіданае гняздо» Янки Купали.

Московський драматичний театр Армена Джигарханяна
- 2009 — Наташа — «Клоун і бандит» Олександра Галіна, режисер: Ренат Ібрагімов.

### У кіно
- 2018 — «Мужики і баби» (у виробництві)
- 2018 — «У чужому краю» (у виробництві)
- 2018 — «Принцип доміно» (у виробництві)
- 2016 — «Третя життя Дар'ї Кирилівни» — Дарина, головна роль
- 2016 — «Вибивайло» — Погодіна
- 2016 — «Підступні гри» — Катя
- 2015 — «Пенсільванія» — Ніна Туманова
- 2015 — «Опікун» — Алла
- 2015 — «Дельта. Продовження» — Тетяна Лобанова
- 2015 — «Мужики і баби» — епізод
- 2015 — «Хатня робітниця» — Ольга Калініна
- 2014 — «Королева бандитів 2» — Алла
- 2014 — «Пробач мене, мамо» — Людмила Штанєва
- 2014 — «Посмішка пересмішника» — Анжеліка Паршіна
- 2014 — «Панове-товариші» — Катя
- 2013 — «Бандит» — Людмила
- 2013 — «Криве дзеркало душі» — Ксенія Голіцина
- 2013 — «Погана кров» — Оксана Геннадіївна Нечаєва
- 2013 — «Я залишаю вам кохання» — епізод
- 2012 — «Брат за брата 2» — Лєна, головна роль
- 2012—2013 — «Дельта» — Тетяна Лобанова, головна роль
- 2012 — «Урвище» — Віра, головна роль
- 2012 — «Несподівана радість» — Ольга, дочка Томашевського
- 2012 — «Ой, ма-моч-ки!» — стюардеса Варя Алексєєва
- 2012 — «Твій світ» — Рита
- 2012 — «Мати й мачуха» — Тетяна Заболотна, головна роль
- 2012 — «Мріяти не шкідливо» — Ксенія, дочка голови міста
- 2011 — «В очікуванні кохання» — Юля, сестра Насті
- 2011 — «Опівдні на пристані» — Поліна, господиня ресторану[2]
- 2011 — «Група щастя» — Люся, сестра Ірини
- 2011 — «Проїзний квиток» — Ірина, помічниця Позднякова
- 2011 — «Дільничний» — Олена Іванівна
- 2010 — «Брат за брата» — Лєна, шкільна вчителька, кохана Андрія Свєтлова
- 2010 — «Для початківців любити ...» — Ірина, головна роль
- 2010 — «Між першою і» — Анюта, медсестра в приватній клініці
- 2010 — «Пожежа» — близнюки Христина та Женя
- 2010 — «Тухачевський. Змова маршала» — Юлія Кузьміна, скульптор
- 2009 — «Межа бажань» — Наташа, подруга дитинства Юлі
- 2009 — «Наказано знищити! Операція: «Китайська шкатулка»» — Катя
- 2009 — «Година Волкова 3» — Юлія Брандт
- 2009 — «Юленька» — Ганна, мама Юленьки
- 2008 — «Ваша зупинка, мадам» — Лєра
- 2008 — «Звідки беруться діти» — Наташа
- 2008 — «Сині ночі» — Наташа Астахова, вожата[3]
- 2008 — «Ставка на життя» — Ліза Браґіна
- 2007 — «Будинок на Англійській набережній» — Ганна
- 2007 — «Прощайте, доктор Чехов!» — Ліка Мінзінова
- 2006 — «Капітанські діти» — Галина
- 2006 — «Нишпорки-5» — Маша Лужина
- 2006 — «Утьосов. Пісня довжиною у життя» — балерина Зоя
- 2006—2007 — «Моя Пречистенка» — Настя
- 2005 — «Аеропорт» — пасажирка, яку звинувачують в шахрайстві
- 2005 — «Даша Васильєва 4. Привид в кросівках» — Надя Колпакова
- 2005 — «Дунєчка» — Наташа, акторка театру
- 2005 — «Коханка» — Катя
- 2005 — «Полювання на Асфальті[ru]» — породілля Катя
- 2005—2007 — «Приречена стати зіркою» — Наташа
- 2004 — «На безіменній висоті» — Катя Соловйова
- 2004 — «Близнюки» — Таня Назарова
- 2004 — «Конвалія срібляста 2» — Леля
- 2004 — «Ми помремо разом» — Іра
- 2002 — «Злодійка 2. Щастя напрокат» — Аврора
- 2002 — «Кодекс честі» — Маша
- 2001 — «У серпні 44-го...» — знайома Анікушина
- 1999 — «Рейнджер з атомної зони» — епізод
- 1999 — «Каменська. Каменська. Збіг обставин» — свідок
- 1998 — «Опік» — епізод

## Премії та нагороди
- 2009 — Приз за найкращу роль у стрічці «Прощайте, доктор Чехов» на 1-му Міжнародному Чеховському фестивалі телепередач.